# 파라다이스시티역
파라다이스시티역(Paradise City station)은 인천광역시 중구 운서동에 있는 인천공항 자기부상철도의 역이다. 원래 역명은 국제업무단지역(國際業務團地驛)이었지만 인천광역시청이 인천 도시철도 1호선 국제업무지구역과의 역명 혼동, 파라다이스시티 조성 사업 등을 감안하여 역명 변경을 요청했고 역명심의위원회 심의를 거쳐 역명을 변경하였다.

## 역사
- 2012년 8월 16일 : 국제업무단지역(國際業務團地驛)으로 역명 결정[1]
- 2016년 2월 3일 : 인천공항 자기부상철도 개통과 함께 영업 개시
- 2017년 6월 19일 : 파라다이스시티역으로 역명 개정 고시 및 시행[2]
- 2022년 7월 14일: 시설 재정비로 활동중단

## 승강장
2면 2선의 상대식 승강장이며 스크린도어가 설치되어 있다.
| 합동청사 ↑ |
| \| 상      |
| ↓ 워터파크 |

| 상행 | ● 인천공항 자기부상철도 | 인천공항1터미널 방면 |
| 하행 | ● 인천공항 자기부상철도 | 용유 방면            |

## 인접 정차역
| 인천공항 자기부상철도             | 인천공항 자기부상철도   | 인천공항 자기부상철도  |
| --------------------------------- | ----------------------- | ---------------------- |
| M03 합동청사 인천공항1터미널 방면 | ● 인천공항 자기부상철도 | M05 워터파크 용유 방면 |